# Igreja Paroquial de Galegos Santa Maria

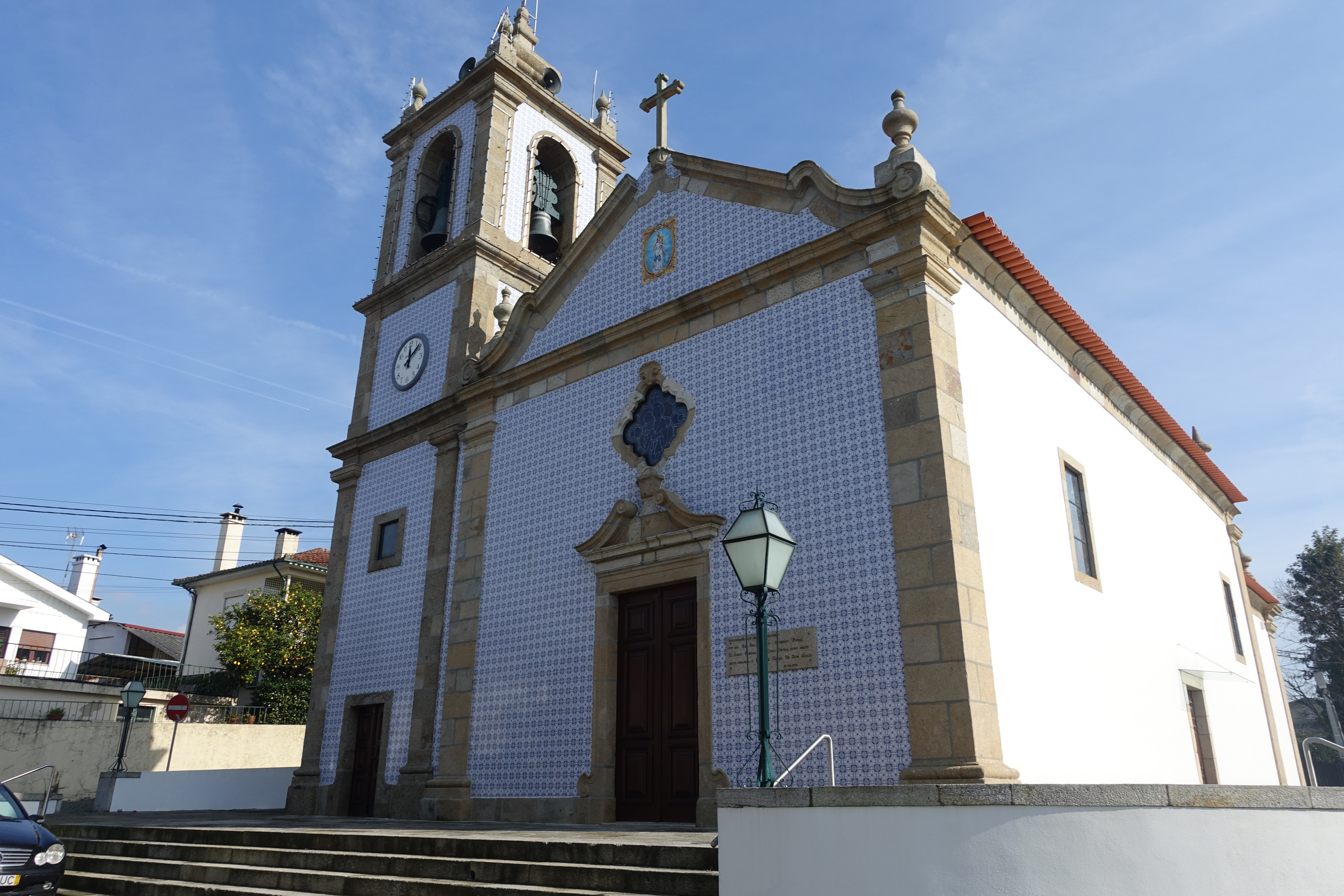

Igreja Paroquial de Galegos de Santa Maria datada do século XVIII (1766-1773) fica situada na freguesia de Galegos Santa Maria, Barcelos, Portugal.
É uma igreja cuja pia baptismal e possui traços primitivos românicos. Apenas conserva neste momento, na verga da porta Sul, uma tampa de sepultura decorada com uma estrela inscrita em círculo e uma cruz grotesca.
Em 1988, ano Santo mariano, esta igreja foi consagrada ao Imaculado Coração de Maria.